# Vyšné Ružbachy
Vyšné Ružbachy (in ungherese Felsőzúgó, in tedesco Oberrauschenbach, in polacco Drużbaki Wyżne) è un comune della Slovacchia facente parte del distretto di Stará Ľubovňa, nella regione di Prešov.